# إيس ستيوارت
إيس ستيوارت (بالإنجليزية: Ace Stewart)‏ هو لاعب كرة قاعدة أمريكي، ولد في 14 فبراير 1869 في تير هوت في الولايات المتحدة، وتوفي بنفس المكان في 17 أبريل 1912.